# Dia (måne)
För andra betydelser, se Dia.
Dia eller S/2000 J11 är en av Jupiters mindre månar. Den upptäcktes 2000 av en grupp astronomer vid University of Hawaii under ledning av Scott S. Sheppard. Den har fått sitt namn efter i någon av alla gestalter i den grekiska mytologin, kallad Dia.  

## Omloppsbanans egenskaper
Dia roterar kring Jupiter på ett avstånd av ca 12 555 000 km på 286 dagar 22, timmar och 48 minuter. Omloppsbanan har en lutning på 28,273° i förhållande till Jupiters ekvatorialplan.
Den tillhör Himalia-gruppen som består av fem månar som roterar kring Jupiter mellan de galileiska månarna och de yttre månarna på ett avstånd mellan 11 000 000 km och 13 000 000 km med en lutning på ca 27,5°. Dia är minsta bland dessa månar.

## Fysiska egenskaper
Dia är ca 4 km i diameter och man har uppskattat densiteten till 2600 kg/m3. Den är troligtvis till största delen uppbyggd av silikater och har en mörk yta med en albedo på 0,04. Den skenbara magnituden är cirka 22,4.